# Tramlijn Zwolle - Coevorden
De tramlijn Zwolle - Coevorden was een tramlijn in Overijssel en Drenthe van Zwolle naar Coevorden.

## Geschiedenis
De stroomtramlijn is aangelegd op kaapspoor (1067 mm) door de Dedemsvaartsche Stoomtramweg-Maatschappij en geopend tussen 1886 en 1897.
In de jaren 30 daalt het aantal reizigers door de concurrentie met het wegvervoer en in 1936 werd de exploitatie van het lijnennet van de DSM overgenomen door de Eerste Drentsche Stoomtramweg-Maatschappij. Na een korte opleving van het vervoer per tram in de Tweede Wereldoorlog door benzineschaarste wordt de lijn in 1947 gesloten en vervolgens opgebroken.